# Johan Wiehe
Johan Henrik Wiehe (født 15. oktober 1830 i København, død 22. januar 1877 på Skt. Hans Hospital ved Roskilde) var en dansk skuespiller, yngre bror til Michael og Anton Wilhelm Wiehe, far til Viggo Wiehe.
Wiehe havde deltaget i den første slesvigske krig og var løjtnant, inden han 21. maj 1858 debuterede som Figaro i Mozart’s Opera »Figaros bryllup« på det kgl. Teater, hvor det blev hans ublide skæbne altid at have en scenisk bedre begavet broder foran sig. Den muntre Figaro passede ikke til W.’s sværlemmede skikkelse og tunge naturel, og det var ikke let at finde roller til ham; han kunde vel som Johan i »Ungdom og galskab« lægge en næsten plump komik for dagen, og han kunde i anstandsroller virke med en værdig alvor, men først ti år efter sin debut (1867) brød han afgørende igennem som Bothwell i Bjørnstjerne Bjørnson’s »Maria Stuart i Skotland« ved at åbenbare sit voldsomme temperament, sin fantasifulde oprindelighed. En sådan vildskab var ikke set på vor scene siden Dr. Ryge’s dage, men Wiehe nåede ikke i sine senere roller denne kunstneriske højde. Kun 45 år gammel måtte han afbryde sin virksomhed på grund af sindssygdom, der formørkede resten af hans liv. Han optrådte sidste gang 30. maj 1875 som Ørnulf i »Hærmændene på Helgeland«.